# Arco de Sétimo Severo
Arco de Sétimo Severo (português brasileiro) ou Arco de Septímio Severo (português europeu) é um arco triunfal localizado no canto noroeste do Fórum Romano inaugurado em 203 para comemorar as vitórias contra os partas do imperador Sétimo Severo e seus dois filhos, Caracala e Geta, em suas campanhas de 194-195 e 197-199. Depois da morte do imperador, os dois herdeiros inicialmente governaram como co-imperadores. Contudo, Caracala assassinou Geta em 212 e todas as referências a ele foram removidas (em latim: damnatio memoriae) dos edifícios públicos romanos, incluindo no Arco de Sétimo Severo.

## Descrição
O Arco de Sétimo Severo foi construído sobre uma base de travertino que originalmente era acessível através de uma escadaria a partir do nível da rua na época. O arco central, cujo interior é uma abóbada de berço ricamente decorada com caixotões, tem aberturas laterais em ambos os lados da passagem (através dos pilares ou "pés" do arco), uma característica comum em muitos arcos da época. Ele tem cerca de 23 metros de altura, 25 metros de largura e 11,85 metros de espessura. A decoração consiste em dois conjuntos de relevos, o primeiro com quatro painéis em cada uma das faces do ático, e o segundo com oito painéis afixados nas fachadas internas das quatro sub-passagens através dos pilares.

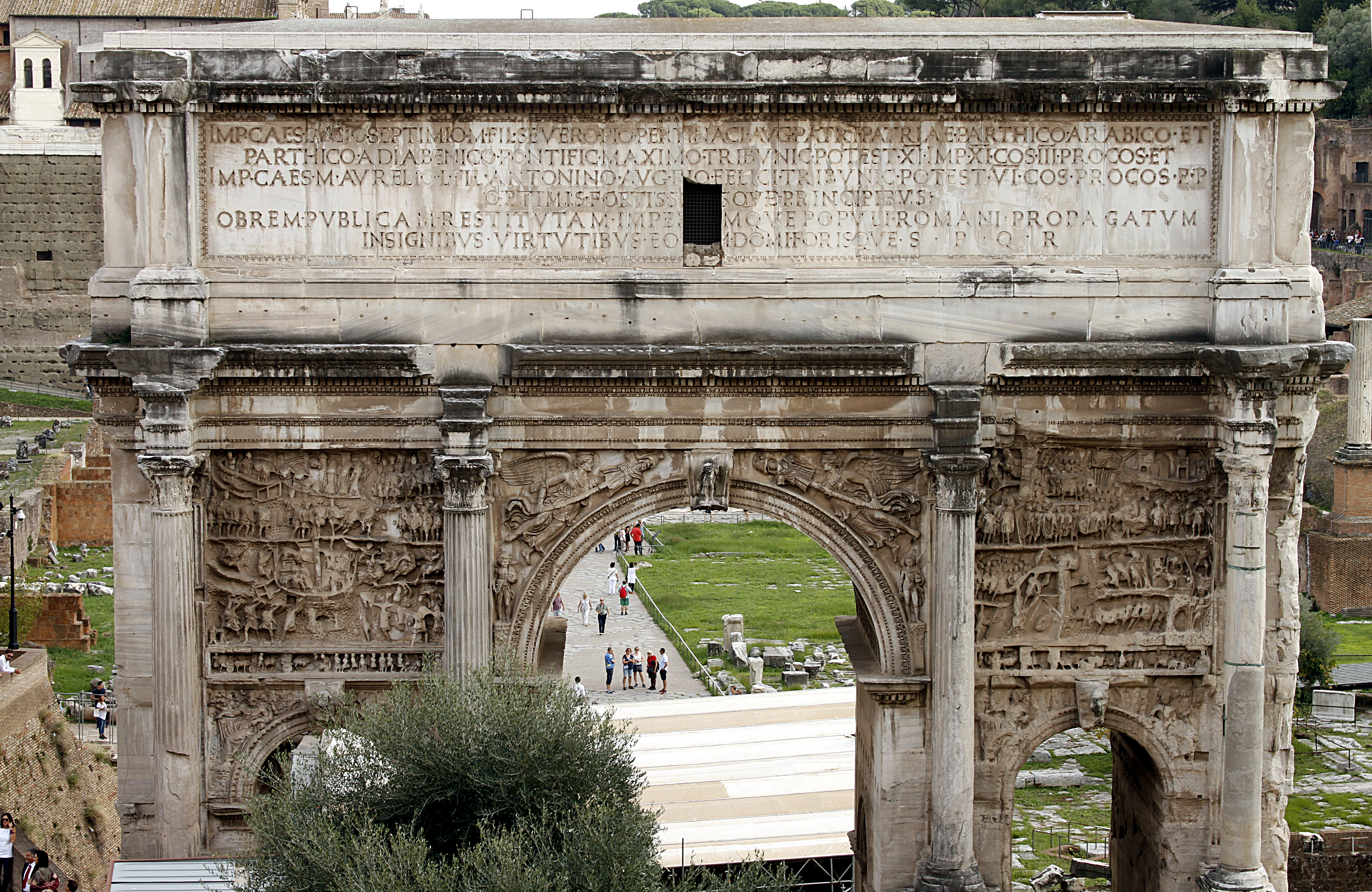
Detalhe das inscrições e das esculturas.

À frente dos pilares estão colunas destacadas de ordem compósita assentadas sobre pedestais. Representações da Vitória aladas esculpidas em relevo decoram as enjuntas. Uma escadaria no pilar sul leva ao topo do monumento, sobre o qual estão estátuas do imperador e de seus dois filhos numa quadriga acompanhados de soldados.

## História
O Arco de Sétimo Severo está localizado bem no sopé do monte Capitolino. Um lance de escadas originalmente levava à passagem axial, como ainda acontece no Arco de Trajano de Ancona. Já no século IV, a erosão dos antigos edifícios havia erguido o nível da rua no Fórum de tal forma que uma rua foi construída passando através do arco pela primeira vez. Era tamanha a quantidade de detritos e lama no local que o arco acabou fundido à base das colunas. O dano provocado pelo tráfego de carroças durante as idades Média e Moderna ainda pode ser visto na base das colunas.
Durante o período medieval, repetidas inundações do Fórum depositaram tantos detritos no local que, quando Canaletto pintou o arco em 1742, apenas a porção superior estava acima do nível do solo. A boa preservação da estrutura se deve, em boa medida, a ele ter sido incorporado à estrutura de uma igreja cristã, batizada em 1199 pelo papa Inocêncio III como Santi Sergio e Bacco al Foro Romano. Metade do arco pertencia à família Cimini, o que também ajudou a preservá-lo (Claustrum Cimini). Esta fortaleza incluía uma torre construída no topo do arco.

## Inscrição dedicatória
Na inscrição dedicatória em letras maiúsculas quadradas romanas no alto do arco se lê:
| “ | IMP · CAES · LVCIO · SEPTIMIO · M · FIL · SEVERO · PIO · PERTINACI · AVG · PATRI PATRIAE PARTHICO · ARABICO · ET PARTHICO · ADIABENICO · PONTIFIC · MAXIMO · TRIBUNIC · POTEST · XI · IMP · XI · COS · III · PROCOS · ET IMP · CAES · M · AVRELIO · L · FIL · ANTONINO · AVG · PIO · FELICI · TRIBUNIC · POTEST · VI · COS · PROCOS · (P · P · OPTIMIS · FORTISSIMISQVE · PRINCIPIBUS) OB · REM · PVBLICAM · RESTITVTAM · IMPERIVMQVE · POPVLI · ROMANI · PROPAGATVM · INSIGNIBVS · VIRTVTIBVS · EORVM · DOMI · FORISQVE · S · P · Q · R [Ao] imperador césar Lúcio Sétimo Severo Pio Pertinax Augusto, filho de Marco e pai da pátria, Pártico Arábico Pártico Adiabenico, pontífice máximo, onze vezes detentor do poder tribunício, onze vezes imperador, três vezes cônsul e procônsul, e ao imperador césar Marco Aurélio, filho de Lúcio, Antonino Augusto Pio Félix,seis vezes detentor do poder tribunício, cônsul, e procônsul (pais da pátria, os melhores e mais corajosos príncipes), que, em nome da república restaurada e do governo do povo romano, propagaram, através de suas formidáveis virtudes, em casa e no exterior, o Senado e o Povo Romano [dedicam este monumento]. | ” |

Sétimo Severo estava governando junto com seu filho Caracala (Marco Aurélio Antonino) quando o arco foi inaugurado. A seção entre parênteses no meio do texto é a porção que substituiu a referência original ao outro filho de Sétimo, Geta, que foi removida por ordem de Caracala.

## Bibliografia

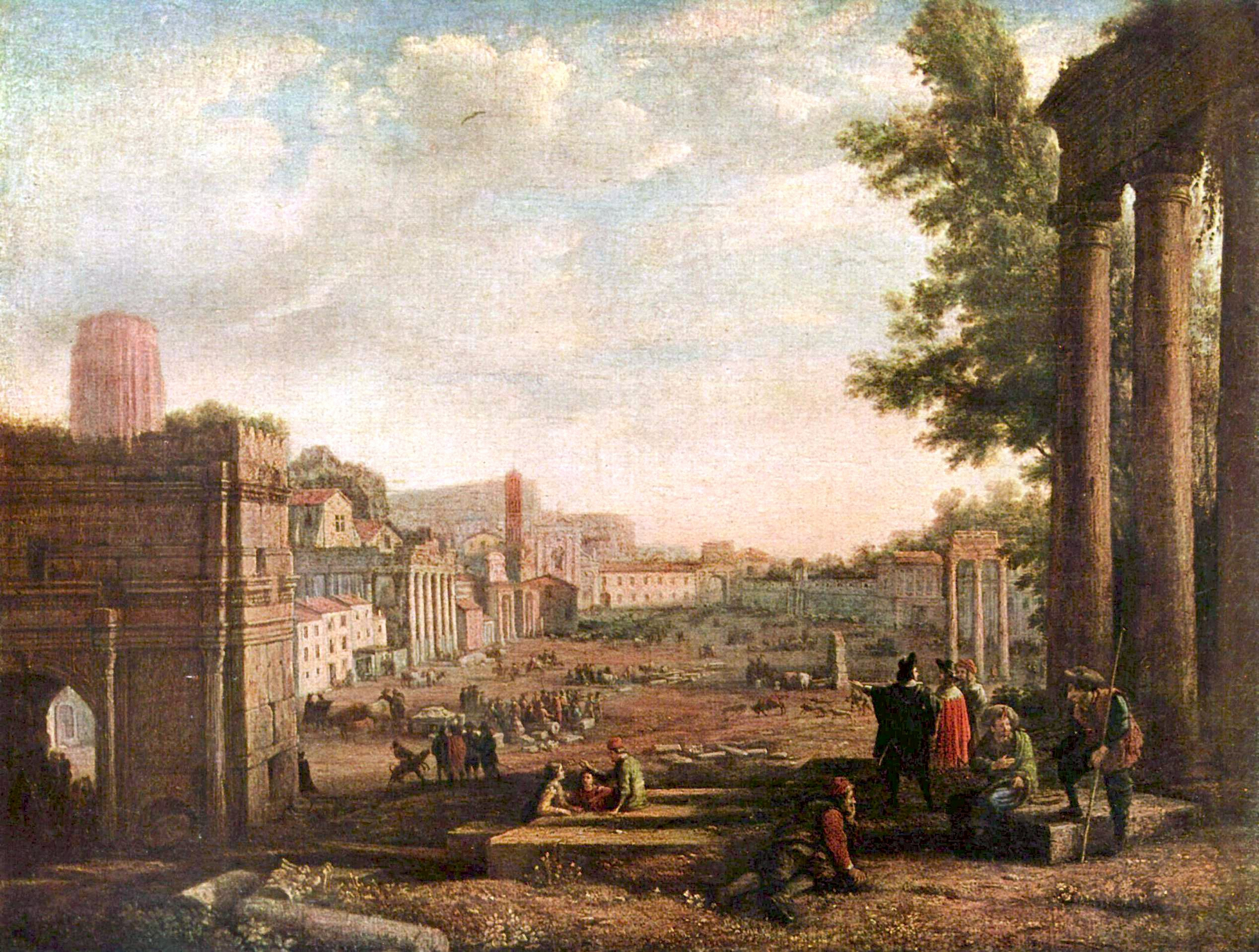
O arco enterrado quase no nível das passagens laterais (esquerda) numa pintura de Claude Lorrain (1636) no Louvre.